# Gaziantep FK
Gaziantep Futbol Kulübü, dawniej Gaziantep Büyükşehir Belediyespor (1999–2016) oraz Büyükşehir Gaziantepspor (2016–2017) – turecki klub piłkarski z siedzibą w Gaziantep, obecnie grający w Süper Lig.

## Stadion
Domowe mecze klub rozgrywa na Gaziantep Stadyumu, który może pomieścić 35 558 widzów.

## Aktualny skład
stan na 27 września 2023.
| Nr | Poz. | Piłkarz             |
| -- | ---- | ------------------- |
| 1  | BR   | Mustafa Burak Bozan |
| 2  | OB   | Berkan Küpelikılınç |
| 3  | OB   | Papy Djilobodji     |
| 4  | OB   | Arda Kızıldağ       |
| 5  | PO   | Furkan Soyalp       |
| 8  | PO   | Marko Jevtović      |
| 9  | NA   | İlker Karakaş       |
| 10 | PO   | Max Gradel          |
| 11 | NA   | Mustafa Eskihellaç  |
| 12 | PO   | Janio Bikel         |
| 13 | OB   | Júnior Morais       |
| 15 | OB   | Ertuğrul Ersoy      |
| 17 | BR   | Ekrem Kılıçarslan   |
| 19 | BR   | Batuhan Şen         |
| 22 | OB   | Salem M'Bakata      |
| 23 | NA   | Oğulcan Çağlayan    |

| Nr | Poz. | Piłkarz         |
| -- | ---- | --------------- |
| 24 | PO   | Naoufel Khacef  |
| 26 | NA   | Mirza Cihan     |
| 27 | OB   | Ömürcan Artan   |
| 30 | PO   | Onurhan Babuşcu |
| 33 | BR   | Florin Niță     |
| 35 | OB   | Ulaş Zengin     |
| 44 | PO   | Alexandru Maxim |
| 50 | PO   | Lazar Marković  |
| 61 | PO   | Ogün Özçiçek    |
| 63 | OB   | Nicolas Nkoulou |
| 70 | NA   | Denis Drăguș    |
| 80 | PO   | Luka Stankovski |
| 90 | OB   | Onur Başyiğit   |
| 91 | PO   | Bahadır Gölgeli |
| 94 | NA   | Brayan Riascos  |
| 97 | NA   | Albian Ajeti    |

## Reprezentanci kraju grający w klubie
Stan na październik 2015.
| - Çağdaş Atan - Turgay Bahadir - Bekir İrtegün - İbrahim Kaş - Mehmet Polat - Ali Tandoğan - İbrahim Toraman - Ufuk Budak | - Vaqif Cavadov - Paul Bebey - Armand Deumi - Olcay Gür - Shola Ameobi - Izu Azuka - Wissem Ben Yahia |